# Fredrik Kärrholm
Fredrik Bjarne Kärrholm, född 16 juni 1985 i Västra Ryds församling i Stockholms län, är en svensk författare, debattör, politiker (moderat) och tidigare polis. Han är ordinarie riksdagsledamot sedan 2022, invald för Stockholms kommuns valkrets.

## Biografi

### Tidiga år och utbildning
Kärrholm har polisexamen från Polishögskolan i Stockholm, en filosofie kandidatexamen i kriminologi från Stockholms universitet och en masterexamen i kriminologi från Cambridge University. Kärrholm gick Timbros Stureakademin 2010 och har även genomgått Svenska Nyhetsbyråns skribentskola.
Kärrholm arbetade som polis i över tio år, 2009–2021, i flera olika befattningar. Han var bland annat kriminalinspektör i Rinkeby, strategisk analytiker vid rikskriminalpolisen, tillförordnad analyschef vid polisens nationella underrättelseenhet och medarbetare till tre rikspolischefer. 2021–2022 var han säkerhetsexpert i näringslivet samt VD för Svensk Bakgrundsanalys.

### Författarskap & debatt
År 2009 gav Kärrholm ut Polishandboken, tillsammans med medförfattaren Andreas Elmebo. Boken utgavs i en sjunde upplaga 2022.
Med en debattartikel i Dagens Nyheter 2009 riktade Kärrholm kritik mot dåvarande Rikspolisstyrelsen (numera Polismyndigheten) för kvotering vid antagningen till polisutbildningen. Att kvotering förekom medgav sedermera Polismyndigheten och har för detta tvingats betala skadestånd till drabbade män.
Kärrholm har sedan 2012 med ojämna mellanrum skrivit ledartexter i Svenska Dagbladet. Han har även publicerats frekvent i flera andra tidningar och tidskrifter, bland andra Göteborgs-Posten, Axess Magasin, Fokus och Kvartal.
År 2020 gav Kärrholm ut boken Gangstervåld och skrev en uppmärksammad debattartikel i Dagens Nyheter om behovet av skärpta straff.
År 2024 utkom Kärrholm med boken Lag & Ordning i vilken han försöker ta ett helhetsgrepp på brottsligheten med orsaksanalyser, åtgärder och intresseavvägningar, med liberalkonservativ utgångspunkt. I boken skissar han på hur kriminalpolitiken långsiktigt bör utvecklas.

### Politiker
Kärrholm är riksdagsledamot för Moderaterna sedan valet 2022. I riksdagen är Kärrholm ledamot i justitieutskottet och suppleant socialförsäkringsutskottet. Han har varit suppleant i civilutskottet.

### El-Haj-affären
I oktober 2023 blev Kärrholm polisanmäld för förtal av den socialdemokratiska riksdagsledamoten Jamal El-Haj. Upprinnelsen var att Kärrholm i en intervju i Svenska Dagbladet och med inlägg på X hävdat att El-Haj var en säkerhetsrisk och hade kopplingar till terrororganisationen Hamas. I en debattartikel gick Kärrholm till motangrepp och vidhöll att El-Haj var en säkerhetsrisk samt var olämplig som riksdagsledamot och att polisanmälan stred mot svensk demokratisk tradition. 
Kärrholm delgavs ingen misstanke och åklagaren lade ner förundersökningen. Jamal El-Haj utträdde ur Socialdemokraternas riksdagsgrupp men satt kvar i riksdagen som politisk vilde och blev därmed partiets första så kallade vilde, något som fick skarp kritik från socialdemokraternas gruppledare.